# Nord Universiteit
De Nord Universiteit (Noors: Nord universitet) is een universiteit in het noorden van Noorwegen. De hoofdvestiging is in de stad Bodø, nevenvestigingen zijn er in de plaatsen Stokmarknes, Levanger, Sandnessjøen, Mo i Rana, Nesna, Namsos Stjørdal en Steinkjer. De universiteit werd gesticht per 1 januari 2016 en is een samenvoeging van de vroegere Universiteit van Nordland met de hogescholen van Nesna en Namsos.